# Jo Bouillon
Pour les articles homonymes, voir Bouillon.

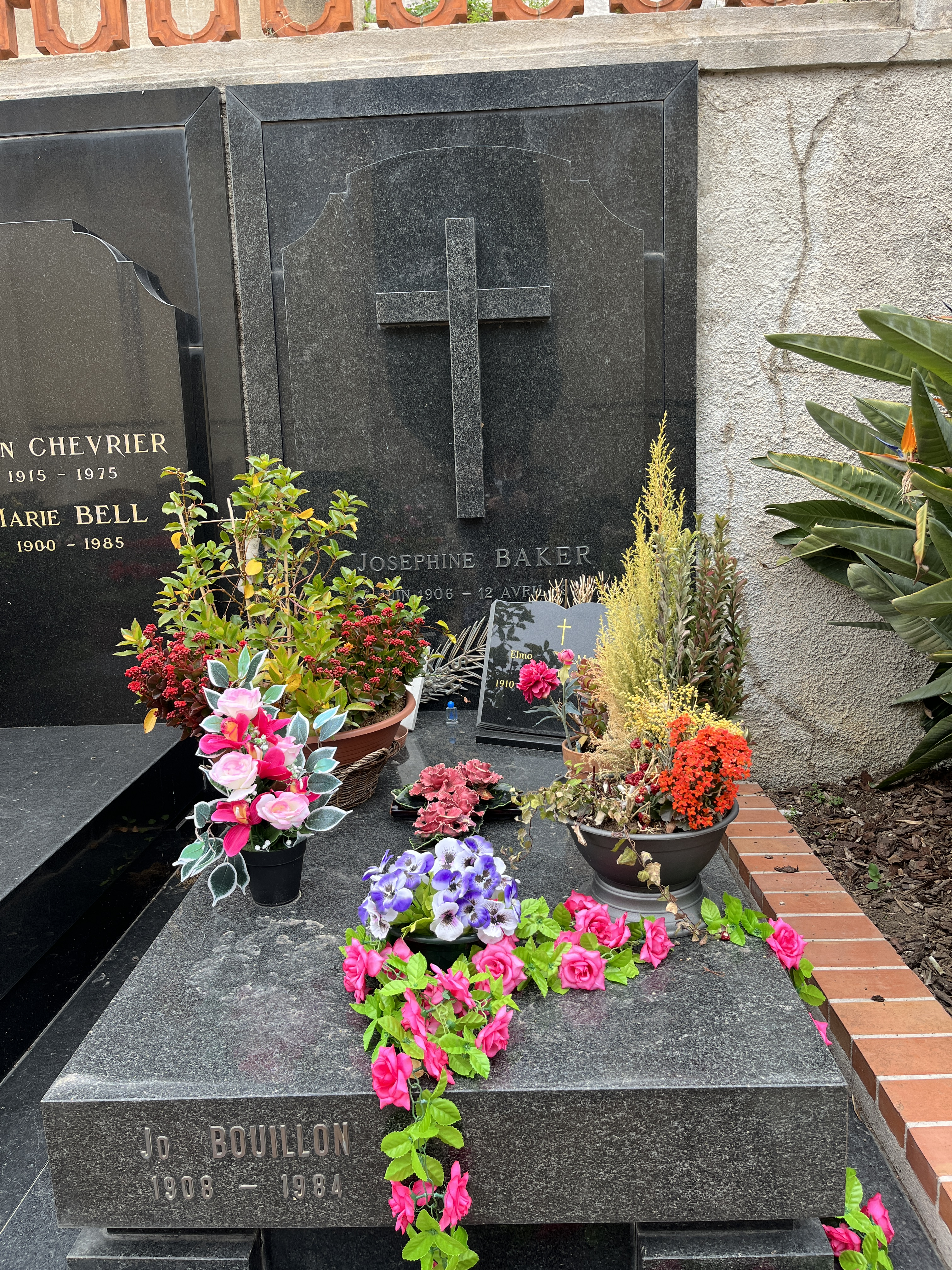
Sépulture de Jo Bouillon au cimetière de Monaco.

Joseph Jean Étienne Bouillon dit Jo Bouillon, né le 3 mai 1908 à Montpellier (Hérault) et mort le 9 juillet 1984 à Buenos Aires (Argentine), est un compositeur, chef d'orchestre et violoniste français, 
Quatrième mari de Joséphine Baker, il jouit d'une grande notoriété dans les années 1950.

## Biographie
Le père de Jo Bouillon est musicologue à Montpellier, originaire de Pézenas ; son frère Gabriel est aussi musicologue à Paris. 
De 1936 à 1947, il dirige l'ensemble « Jo Bouillon et son orchestre », puis se consacre à l'accompagnement de Joséphine Baker.
Joséphine Baker fait beaucoup d'enregistrements avec Jo Bouillon, qui l'accompagne dans ses tournées, comme il accompagne Mistinguett ou Maurice Chevalier. Il épouse Joséphine Baker en 1947 et ils achètent ensemble le château des Milandes en Dordogne. Ils y réalisent leur projet d'adopter des enfants de nationalités différentes, afin de prouver que la cohabitation de « races » différentes peut admirablement fonctionner. Finalement, ils adoptent douze enfants. Tous les enfants que le couple adopte portent le nom de « Bouillon ». 
Joséphine Baker et Jo Bouillon se séparent en 1957 et divorcent en 1961. Jo Bouillon se retire en Argentine où il ouvre un restaurant français. 
Il est enterré au cimetière de Monaco, son cercueil reposant avec celui de Joséphine dans le caveau en granit noir d'Afrique offert par la princesse Grace.

## Filmographie
comme acteur
- 1937 : Cinderella, film de Pierre Caron : lui-même et son orchestre

comme compositeur de la bande originale
- 1935 : Le Billet de mille, film de Marc Didier